# Ramal de Aljustrel
O Ramal de Aljustrel é um troço ferroviário desactivado, que ligava a Estação de Castro Verde-Almodôvar, na Linha do Alentejo, à localidade e ao complexo mineiro de Aljustrel, em Portugal. Abriu oficialmente à exploração em 2 de Junho de 1929.

## Descrição
Este ramal, com uma extensão total de 11,6 km, foi usado apenas por composições de mercadorias e não era gerido pela Rede Ferroviária Nacional.

## História

### Antecedentes
Em 1858, iniciou-se a discussão sobre qual deveria ser o traçado do caminho de ferro entre Beja e o Algarve, tendo uma das propostas preconizado a passagem por São Martinho das Amoreiras e Estação de Santa Clara-Sabóia, levando desta forma a via férrea por terreno difícil ao longo da serra Algarvia, mas ficando com melhores acessos às minas de Aljustrel e Neves-Corvo. Com efeito, este foi um dos principais motivos pelo qual esta proposta foi aprovada.
A primeira ligação entre a linha principal e as minas de Aljustrel foi um caminho de ferro de via estreita, que terminava no Apeadeiro de Figueirinha, onde era feito o transbordo do minério. Este caminho de ferro servia os jazigos de Algares e São João do Deserto, tendo sido substituído pelo Ramal de Aljustrel. Em 28 de Novembro de 1875, o jornal algarvio Correio do Meio-Dia noticiou que se previa a inauguração do caminho de ferro mineiro para Maio do ano seguinte, cuja construção estava a cargo da Companhia de Mineração Transtagana, que tinha dado um grande impulso à mina de Aljustrel.

### Construção e abertura ao serviço
Um alvará de 28 de Novembro de 1925 autorizou a Société Belge des Mines de Aljustrel a construir uma linha mineira de via larga, entre o jazigo de Algares, explorado por esta empresa, e a Estação de Aljustrel-Castro Verde, na Linha do Sul. Este documento exigiu igualmente que a empresa organizasse, além de comboios mineiros, serviços de transporte de outras mercadorias e de passageiros. A entrada ao serviço provisória foi autorizada por um portaria de 9 de Julho de 1928, que estipulava que a abertura definitiva só podia ser feita após terem sido feitas as obras que fossem indicados pela comissão de vistoria. No dia 25 de Outubro, foi assinado um contrato entre a empresa e a Companhia dos Caminhos de Ferro Portugueses, para que esta gerisse o ramal, durante o tempo em que fizesse a exploração das linhas do Sul e Sueste, contrato que foi aprovado por um despacho de 22 de Dezembro. Após terem sido feitas as alterações exigidas pela comissão de vistoria, o ramal foi definitivamente inaugurado em 2 de Junho de 1929, com o nome de Ramal de Aljustrel.

### Ligação proposta a Ermidas-Sado

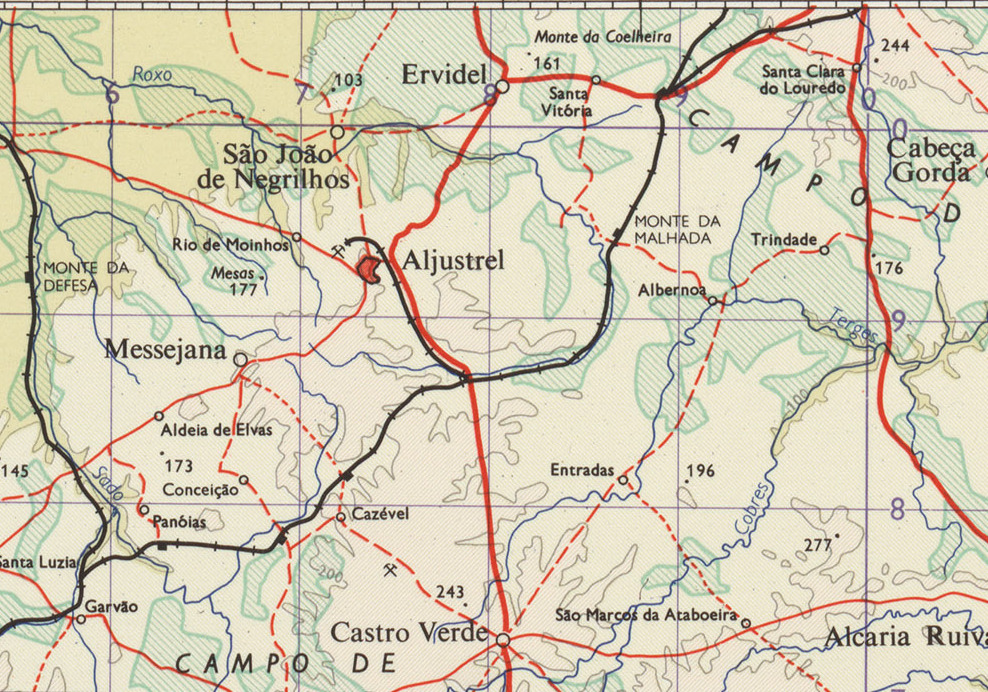
Pormenor de um mapa de 1965, mostrando o traçado do ramal.

Quando o ramal de Aljustrel foi inaugurado, já estava em planeamento a sua continuação até à Linha de Sines. Em 1932, o Governador Civil de Beja e o presidente da Câmara de Aljustrel reuniram-se com o Ministro das Obras Públicas, para que este autorizasse a construção de um ramal até Ermidas - Sado, que iria dar trabalho aos mineiros desempregados, e reduziria os custos de transporte do minério, garantindo a continuação da exploração das minas.

### Décadas de 1990 e 2000
Em 1991, a empresa Somafel concluiu a construção do Ramal das Pirites Alentejanas, em Aljustrel. No entanto, pouco tempo depois foi encerrado, tendo a laboração nas minas sido suspensa em 1993. Em 2008, a empresa Pirites Alentejanas, concessionária da Mina de Aljustrel, procurou reabilitar o ramal, de modo a assegurar o transporte dos produtos da mina, que nesse ano foi reaberta, até ao Porto de Setúbal, mas este processo foi atrasado devido à sua complexidade.